# أليانز
أليانز، هي شركة ألمانية متعددة الجنسيات للخدمات المالية مقرها في ميونيخ، ألمانيا. تشمل نشاطاتها الأساسية التأمين وإدارة الأصول.
أليانز هي أكبر شركة تأمين في العالم وأكبر شركة خدمات مالية في أوروبا. في عام 2023، حصلت الشركة على المرتبة 37 في مجلة فوربس جلوبال 2000. وهي أحدى شركات مؤشر يورو ستوكس 50 للأوراق المالية.
يمتلك قسم إدارة الأصول التابع لها (والذي يتكون من شركات بيمكو، أليانز جلوبال إنفستورز، أليانز العقارية) مليار يورو من الأصول الخاضعة للإدارة، منها 1,775 مليار يورو أصول لأطراف ثالثة (نتائج الربع الأول من عام 2021).
باعت أليانز بنك درسدنر [الإنجليزية] إلى البنك التجاري الألماني في نوفمبر 2008.

## تاريخ
بدأت شركة أليانز في العالم في برلين بألمانيا سنة 1890، وتمتلك شركة أليانز حاليًا حوالي 700 فرع على مستوى العالم في 77 دولة وتمتلك حوالي 75 مليون عميل بالإضافة إلى 180 ألف موظف وقد قامت شركة أليانز بدفع التعويض الخاص ببرج التجارة العالمي ومن أهم عملاء الشركة قناة سي إن إن، شركة ريبوك، لوفتهانزا، الخطوط الجوية الفرنسية، كرايسلر وتمتلك فروع في ست دول عربية وهي الإمارات العربية المتحدة والمملكة العربية السعودية ومصر ولبنان والبحرين والأردن، هذا وتعتبر شركة أليانز للتأمين من أهم وأكبر شركات التأمين على مستوى العالم وستفتتح فروعها قريبا في الجزائر.

## الإدارة العليا

### المديرين التنفيذيين حتى الآن
| أعوام      | الاسم            |
| ---------- | ---------------- |
| 1890–1904  | كارل فون ثيم     |
| 1894–1921  | بول فون دير نامر |
| 1921–1933  | كورت شميت        |
| 1933–1948  | هانز هيس         |
| 1948–1961  | هانز جودفروي     |
| 1962–1971  | ألفريد هاسي      |
| 1971–1991  | فولفجانج شيرين   |
| 1991–2003  | هينينج شولت نويل |
| 2003–2015  | مايكل ديكمان     |
| 2015–اليوم | أوليفر بات       |